# Escuela Taller de Bogotá
La Fundación Escuela Taller de Bogotá es un centro educativo que funciona en el centro de Bogotá. Fue creada el 28 de diciembre de 2005 con el apoyo de la Alcaldía Mayor, en cabeza de la Corporación la Candelaria, el SENA y el Ministerio de Cultura. Capacita sin costo a jóvenes entre los 16 y 39 años de poblaciones socialmente vulnerables en oficios tradicionales como la construcción, carpintería, cocina, panadería o jardinería. Emplea un sistema pedagógico con énfasis práctico, que caracteriza al programa de Escuelas Taller.

## Historia
El programa de las Escuelas Taller fue inicialmente desarrollado en España en 1985, y contó con el apoyo del Ministerio de Trabajo y la Seguridad Social de España, que por medio del Instituto Nacional de Empleo, promueve el Programa de Escuelas Taller y Casas de Oficios. Se estructura en proyectos que combinan el empleo, la formación, y la actuación sobre una obra concreta, preferentemente vinculada al rico patrimonio histórico y arqueológico del Estado español.
En 1990, España a través del Ministerio de Trabajo y Seguridad Social, el Instituto Nacional de Empleo y la Secretaría de Estado de Cooperación Internacional, firmaron un Convenio Marco de Cooperación mediante la Agencia Española de Cooperación Internacional, AECID, para la puesta en marcha del Programa de Escuelas-Taller en Iberoamérica. Este programa fue cofinanciado por la AECID e Instituciones iberoamericanas que se constituyen en contraparte. 
Colombia, país que también ha hecho parte de las actividades de AECID y que mantiene una fuerte relación diplomática con España, cuenta actualmente con otras tres Escuelas Taller en los Centros Históricos de Cartagena (1992), Popayán (1995) y Santa Cruz de Mompox (1996), declarados como sectores de Interés Cultural de Carácter Nacional. La función de estas escuelas ha sido contribuir al mantenimiento y conservación de los centros históricos mediante el entrenamiento de mano de obra calificada en oficios tan diversos como albañilería, carpintería, cantería, forja, pintura, cerámica, jardinería, instalaciones y otros.  
En 2005, El Ministerio de Cultura, Alcaldía Mayor de Bogotá, representada por la Corporación La Candelaria y el SENA, propiciaron la creación de una Escuela Taller para la ciudad, que seguiría los lineamientos de las otras Escuelas latinoamericanas, pero con autonomía económica.  Este mismo año se firmó el convenio Marco que dio vida a la escuela, y que finalmente a principios del 2005, definió su estructura jurídica. 
La Escuela Taller de Bogotá cuenta con una personería jurídica de derecho privado sin ánimo de lucro y está dirigida a jóvenes entre los 16 y 39 años que se encuentran en alto riesgo social que estén interesados en adquirir una formación técnica especializada en diversos oficios relacionados con la protección y conservación del patrimonio construido.